# Alexandre Guyon
Pour les articles homonymes, voir Guyon.
Alexandre Guyon est un comédien et chanteur français, né le 26 février 1829 à Paris et mort le 12 février 1905 à Saint-Maur-des-Fossés,.

## Biographie
Ami du mime Charles Debureau, il fait ses débuts en 1845 au théâtre des Funambules, boulevard du Temple, sous le pseudonyme d’Alexandre. Après un court passage en 1848 au théâtre des Patriotes voisin, où on lui offre l'emploi de Pierrot (réservé aux Funambules à Debureau), il est de retour sur la scène de ses débuts dès 1850 dans La Chasse en Russie. Il gagne ses galons de Pierrot la même année dans Les Trois Pierrots aux côtés de Debureau et de Paul Legrand. Il suit son mentor aux Délassements-Comiques en 1856 puis passe aux Folies-Dramatiques, où il est remarqué pour ses imitations de comédiens célèbres. Il y fait la connaissance de la comédienne Marie-Pauline Jarry (1836-1910), qu'il épouse.
Engagé au théâtre des Variétés, il y joue de nombreux « levers de rideau ». Il crée également les rôles d'Achille dans La Belle Hélène (1864) et d'Astolfo dans Le Pont des soupirs (1868), opéras-bouffes de Jacques Offenbach, ainsi que celui de Chilpéric dans Le Mot de la fin d'Hervé (1869).
Après un passage à l'Eldorado, il est de retour aux Variétés en 1876. Il prend sa retraite en 1895 et est nommé officier d'Académie en 1898. Il est le père de Charles-Alexandre Guyon, dit Guyon fils, et d'Aline Guyon, tous deux comédiens.